# Haustellotyphis
Haustellotyphis là một chi ốc biển, là động vật thân mềm chân bụng sống ở biển thuộc họ Muricidae, họ ốc gai.

## Các loài
Các loài thuộc chi Haustellotyphis bao gồm:
- Haustellotyphis cumingii (Broderip, 1833)[2]
- Haustellotyphis wendita Hertz, 1995[3]